# مارک ال. اسمیت
مارک ال. اسمیت (انگلیسی: Mark L. Smith) فیلم‌نامه‌نویس اهل ایالات متحده آمریکا است. وی از سال ۲۰۰۶ میلادی تاکنون مشغول فعالیت بوده‌است.
از فیلم‌ها یا مجموعه‌های تلویزیونی که وی در آن‌ها نقش داشته‌است می‌توان به اتاق خالی ۲: اولین بریدگی، ارباب، مهمان‌پذیر، گودال و از گور برخاسته اشاره نمود.